# Irena Pažická
Irena Pažická (9. dubna 1936 – 10. dubna 2023) byla slovenská a československá politička a bezpartijní poslankyně Sněmovny národů Federálního shromáždění za normalizace.

## Biografie
K roku 1981 se profesně uvádí jako dělnice. Ve volbách roku 1981 zasedla do slovenské části Sněmovny národů (volební obvod č. 128 – Žilina II, Středoslovenský kraj). Mandát obhájila ve volbách roku 1986 (obvod Žilina II). Ve Federálním shromáždění setrvala do konce funkčního období, tedy do svobodných voleb roku 1990. Netýkal se jí proces kooptací do Federálního shromáždění po sametové revoluci.